# ハードバージ
ハードバージ（1974年3月15日 - 1987年7月）は、日本中央競馬会 (JRA)に所属していた競走馬・種牡馬。1977年に福永洋一とのコンビで皐月賞に優勝した。同競走における福永の卓越した騎乗や、日本ダービーにおける乗り替わり劇でも知られる。競走馬引退後の1981年より種牡馬となったが成績が振るわず、1986年に廃用後は観光用馬に転用され、クラシック優勝馬としては異色の晩年を過ごした。

## 生涯

### 誕生・デビュー前
1974年3月15日、ハードバージは北海道静内郡静内町の名門・藤原牧場で誕生した。
父・ファバージは1961年生まれのフランス産馬で現役時は11戦3勝。アイルランドでの種牡馬時代に凱旋門賞馬・ラインゴールドなどを輩出し、1971年から日本で供用され1987年に死亡している。日本での代表産駒にはこのハードバージの他、1982年にエリザベス女王杯を勝ったビクトリアクラウンなどがいる。
母・ロッチは現役時に中央で3勝を挙げただけの平凡な成績に終わった馬だったが、母の母には人気薄でオークスとその年の有馬記念を制したスターロツチがいた。繁殖牝馬としての成績も素晴らしく、前述のロッチ以外にロッチテスコの孫に1993年のダービー馬・ウイニングチケット、スターハイネスの孫に1986年の秋の天皇賞馬・サクラユタカオー、1987年の二冠馬・サクラスターオーがいる。数々の名馬を生み出したこの牝系はスターロツチ系と呼ばれる日本を代表する牝系となっている。
ハードバージは、幼駒の頃は馬体が小さく不格好であったため、牧場を訪れる調教師から敬遠されていたが、放牧をすると低く沈み込むフォームで体の小ささを感じさせない動きを見せたほか、母や祖母と共通するカンの良さと根性を備えていた。競走年齢の3歳に達すると、牧場と親交が厚く縁戚者でもあった栗東・伊藤雄二厩舎に入厩した。

### デビュー - 毎日杯
ハードバージは1976年7月に札幌でデビューしたが、結果は9頭立ての3番人気で8着。中一週で折り返しの新馬戦に出走するも4着に敗れた。その後は未勝利戦に出走したが、感冒による出走取消などのアクシデントもあり、3歳時は4戦して未勝利に終わる。
4歳になったハードバージは、1977年1月の京都で内田国夫を鞍上にようやく未勝利を脱したが、続く2月のクロッカス賞（300万下）は5着に敗れた。
なかなか勝ち切れないハードバージであったが、毎日杯で重賞初挑戦を果たすことになる。毎日杯は当時から東上最終便といわれ、この頃にはクラシックの有力馬は既に弥生賞あるいはスプリングSに出走していて、出走馬のレベルは自然と低くなるのが常であった。ハードバージは12頭立ての10番人気と低評価であったが、末脚を発揮し重賞初挑戦で初勝利を飾った。
この毎日杯の勝利により賞金が加算できたため、ハードバージは皐月賞に駒を進めることができたが、この年の牡馬クラシック戦線は世代最強との評価を得ていたマルゼンスキーが持込馬であるために出走権がなく、前哨戦の勝ち馬がレースごとに異なるなど混戦状態を呈していた。(当時は短期間でいくつかの前哨戦に出走することも珍しくなかった。)

### 皐月賞
皐月賞では、天才の異名を取った福永洋一が騎乗することになったものの、ハードバージは8番人気と低評価であった。体重もデビュー時の450kgから減り続け、この競走では430kgまで細化するなど、厩舎スタッフもレースについて悲観的であったが、伊藤は馬主の吉嶺一徳に対して「米国式にビッチリ仕上げた」と語っていた。
レースではラッキールーラが速いペースで馬群を先導し、ハードバージは中団から後方に位置した。最後の直線では13番人気のアローバンガードが馬場の内側を突いてラッキールーラを交わしにかかったが、直後に追い込みをかけた福永のハードバージが更に内ラチ沿いを突いて両馬を一気に交わし、2馬身半の差を付けて優勝した。2着のラッキールーラには伊藤正徳が、3着のアローバンガードには柴田政人が騎乗しており、いずれも福永と同じ馬事公苑花の15期生が3着までを独占した。
また、内を突く騎乗を成功させた福永の騎乗は高い評価を受け、中央競馬会の広報誌『優駿』で観戦記を担当した劇作家の武市好古は、最後の直線の様子を「信じられないことが起きた。3コーナーからずっと内ラチいっぱいを流れにのってきた3番の黒帽子が、4コーナーでちょっと外を向き、すぐ内へ方向転換、16番の脇を抜けて一気にスパートしたのだ。その馬の間を縫うようにしながら疾走する姿は、まるでスタンピードの牛を追うカウボーイのように見えた。小さい馬だった。ハードバージだ。ラッキールーラと並んだかと見えた次の瞬間2馬身抜け出していた。マジックを見ているようだった。ラッキールーラは牛若丸に敗れた弁慶という役どころ。巨体がやけに虚しく見えた」「レースを作品としてみた場合、この第37回皐月賞は、練達の手綱さばきをという文体を駆使して福永洋一が書き上げた、2分05秒1の傑作である」と描写した。
2着のラッキールーラに騎乗していた伊藤は、後に福永の騎乗をガッツ石松の「幻の右」と称されたパンチに喩え、「ゴツンと殴られたみたいだったよ」と述べた。また、3着のアローバンガードに騎乗していた柴田は、「ラッキールーラの内を突いた自分の馬より、もっと内を来る馬がいるなんてね。一瞬、ラチの上を走ってきたのかと思ったよ」と述べている。
福永本人は「ツキのない時は何をしてもダメですが、ツキの回ってきている時は、レース判断に迷いがないし、積極的なレースができるもんです。皐月賞は、馬の根性と自分のツキとの人馬一体で勝ち取ったものだと僕は思っています」と語っている。この皐月賞での騎乗ぶりは福永の代表的な騎乗の1つに数えられ、この前年に生まれ、後に騎手デビューした福永の長男・祐一も「父が騎乗した内で最も好きなレース」に挙げている。
「（スピードが）速くて（仕上がりが）早い馬が勝つ」と言われる皐月賞にあって、未勝利を脱出するのに7戦も要した馬は珍しく、また毎日杯の勝ち馬が皐月賞で優勝したのは史上初のことだった。毎日杯の勝ち馬で皐月賞を優勝したのは1999年に優勝したテイエムオペラオーがいる。

### 日本ダービー - 引退
皐月賞を優勝したハードバージの次走は、二冠を目指して日本ダービーとなった。伊藤は引き続き福永に騎乗を依頼したが、福永は自身が新馬戦から騎乗していたホリタエンジェルの陣営に先約があるとして、これを断った。伊藤は「洋一、もしこの馬に乗らなかったら、お前は一生ダービーを獲れないかもしれないんだよ」と翻意を促したが、福永の意志は変わらなかった。
結局、伊藤はハードバージの鞍上を武邦彦に任せることにした。ホリタエンジェルを管理していた中尾謙太郎によれば、「ホリタエンジェルは新馬戦の時から洋一に依頼してきたんやし、ダービーに出られることになったら洋一を乗せて出たい」と福永に言ったことがきっかけだった。また、福永によればホリタエンジェルで条件戦に騎乗した際、「この平場を勝ったらダービーへ行こう」と、福永の方から中尾に持ちかけていたという。
日本ダービー当日、ハードバージは1番人気に支持され、2番人気には3連勝した後にNHK杯でも2着となり、関西の秘密兵器として期待を集めた福永騎乗のホリタエンジェルが推された。スタートが切られるとハードバージは第1コーナー、第2コーナーで2度前が塞がり、後方からの追走となった。道中でも後方を進んだが、武が巧みに操った。最後の直線半ばで大外から追い込んで先頭に立ったが、先行したラッキールーラをクビ差捉えきれず2着に敗れた。
レース後のハードバージは、真っ直ぐに歩けないほど疲労しており、厩務員と調教助手は「こいつ、こんなになるまで走って」と涙したという。また、騎乗していた武もこの様子にもらい泣きしてしまい、騎手生活で唯一の涙を流した。
馬主の吉嶺は、武の騎乗について「武騎手は彼なりに考えて乗ってくれましたが、欲を言えば向正面あたりで、もう少し強気にいって欲しかった。だが、そんなことをしたら2着もあったかどうか分かりませんね。あの時点では、なんとしても勝って欲しかったと無念に思いましたが、いま振り返ってみると、からだの小さい馬をよく2着に持ってきてくれたと思っています」と述べている。
一方、福永騎乗のホリタエンジェルは15着と大敗。福永は「優勝したラッキールーラー〔ママ〕の伊藤君とは、馬事公苑の同期生でした。同期生の活躍は僕にとっていい刺激になります。もちろんこれからもダービーをねらいます。ハードバージに乗れなかったことは別に残念だとは思いません。あの馬には皐月賞を勝たせてもらっただけで十分です。これも自分の運ですし、僕はこれで良かったんだと思います」と述べた。しかし、福永は2年後の1979年に毎日杯で落馬して騎手生命を絶たれ、ダービーに優勝することはできなかった。中尾は「ホリタエンジェルはNHK杯のときがピークで、ダービーでは調子が落ちていた。こんなことならば、洋一にはハードバージにそのまま乗ってもらったほうがよかった。悪いことをした」と述懐している。
ハードバージは、日本ダービー後に屈腱炎を発症。再起を図って治療に専念したものの快復に至らず、1980年に引退。結局、日本ダービーが最後のレースとなった。

### 種牡馬時代
引退後、ハードバージは沙流郡門別町の門別スタリオンセンターで種牡馬となった。
初年度には、48頭の交配相手が集まるなど当初は順調であったが、しかし期待していたほど産駒は走らず、1986年にシンジケートが解散。代表産駒は地方の重賞勝ち馬が1頭いるぐらいであり、何頭か繁殖牝馬となった産駒もいるが、現在ではその血は全く残っていない。

### 使役馬時代 - 死
種牡馬引退後、ハードバージは「余生を大事に送らせること」を条件として家畜業者の手に渡ったのち、石狩市の石狩乗馬クラブに引き取られて去勢されるが、実際に乗用馬としての調教を始めてみると乗用馬としての適性がないことが判明。僅か3ヶ月で乗用馬を引退すると、1987年には福井県福井市の観光会社「貿易九谷園」に譲渡された。
譲渡後は、観光客を乗せる引き馬や馬術ショーなどに使役され、同年3月～5月に彦根城で開催された世界古城博覧会のイベントに参加。「中世騎士の騎馬合戦」をテーマにしたホースショーへ参加したが、鎧も含めて90kg以上という重量を背負って行うという過酷なショーで、3週間休みなく参加し続けた後に急激に衰え、飼い葉食いが悪くなった。そして、同年7月に同園乗馬クラブの牧場での放牧中に日射病に罹って死亡した。14歳没。
ハードバージの辿った末路は新聞記事で取り上げられ、名馬の余生を考えるきっかけとなり、やがては競走馬の養老施設や助成制度（功労馬繋養展示事業）が作られる契機となった。その一方で、一流馬の引退後の処遇に対しての中央競馬会の対応を批判する論調もあった。
なお、本馬の全弟には種牡馬となったマチカネイワシミズがいるが、マチカネイワシミズはハードバージの全弟という血統を見込まれて種牡馬入りしたものである。

## 競走成績
| 年月日 | 年月日 | 年月日 | 競馬場 | 競走名       | 距離          | 頭 数 | 馬 番 | 人気 | 着順 | タイム | 着差       | 騎手     | 斤量 | 勝ち馬 / （2着馬） |
| ------ | ------ | ------ | ------ | ------------ | ------------- | ----- | ----- | ---- | ---- | ------ | ---------- | -------- | ---- | ------------------ |
| 1976   | 7.     | 24     | 札幌   | 3歳新馬      | ダ1000m（良） | 9     | 1     | 3人  | 8着  | 1.03.0 | -2.6秒     | 湯窪幸雄 | 52   | マスエイオー       |
|        | 8.     | 7      | 札幌   | 3歳新馬      | ダ1000m（良） | 9     | 4     | 3人  | 4着  | 1.01.7 | -1.8秒     | 湯窪幸雄 | 52   | キョウエイスワロー |
|        | 8.     | 22     | 函館   | 未出未勝     | 芝1000m（重） | 14    | 9     | 9人  | 4着  | 1.01.7 | -0.5秒     | 湯窪幸雄 | 52   | ハーベルハフト     |
|        | 10.    | 23     | 阪神   | 未出未勝     | 芝1200m（稍） | 11    | 6     | -    | 取消 | -      | -          | 内田国夫 | 52   | フォワードランナー |
|        | 11.    | 14     | 京都   | 未出未勝     | ダ1200m（不） | 18    | 2     | 5人  | 7着  | 1.16.2 | -1.3秒     | 武田悟   | 53   | オートミシルバー   |
|        | 11.    | 28     | 京都   | 未出未勝     | 芝1600m（良） | 17    | 1     | 4人  | 2着  | 1.39.8 | -0.5秒     | 内田国夫 | 53   | ニシマルオージャ   |
|        | 12.    | 12     | 阪神   | 未出未勝     | 芝1600m（良） | 14    | 7     | 2人  | 3着  | 1.38.6 | -0.2秒     | 内田国夫 | 53   | ダービーボーイ     |
| 1977   | 1.     | 23     | 京都   | 未出未勝     | ダ1800m（良） | 12    | 9     | 3人  | 1着  | 1.55.5 | ,1.1/4馬身 | 内田国夫 | 54   | （ベルノクイン）   |
|        | 2.     | 6      | 京都   | クロッカス賞 | 芝1400m（良） | 10    | 2     | 4人  | 5着  | 1.26.2 | -1.5秒     | 内田国夫 | 54   | ファインソブリン   |
|        | 3.     | 6      | 阪神   | 毎日杯       | 芝2000m（稍） | 12    | 8     | 10人 | 1着  | 2.04.1 | ,1.1/2馬身 | 内田国夫 | 54   | （ケイツナミ）     |
|        | 4.     | 17     | 中山   | 皐月賞       | 芝2000m（稍） | 19    | 3     | 8人  | 1着  | 2.05.1 | ,2.1/2馬身 | 福永洋一 | 57   | （ラッキールーラ） |
|        | 5.     | 29     | 東京   | 東京優駿     | 芝2400m（良） | 28    | 12    | 1人  | 2着  | 2.28.7 | -0.0秒     | 武邦彦   | 57   | ラッキールーラ     |

1. 太字の競走は八大競走。
2. 斤量の単位はkg。

## 主な産駒
- ハードフブキ（1991年エメラルドステークス2着）
- センシュオーカン（1988年嵐山ステークス）
- タカノピット（1988年宇都宮・しもつけ菊花賞3着、1989年桶狭間ステークス）
- トップオリオン（1989年金沢・読売杯）

## 血統表
| ハードバージの血統（プリンスリーギフト系 / Nasrullah3×4=18.75%、Pharos/Fairway5・5×4=12.50%、Dark Legend4×5=9.38%、Blenheim5×4=9.38% (父内) 、Blandford5×5=6.25% (父内) ） | ハードバージの血統（プリンスリーギフト系 / Nasrullah3×4=18.75%、Pharos/Fairway5・5×4=12.50%、Dark Legend4×5=9.38%、Blenheim5×4=9.38% (父内) 、Blandford5×5=6.25% (父内) ） | ハードバージの血統（プリンスリーギフト系 / Nasrullah3×4=18.75%、Pharos/Fairway5・5×4=12.50%、Dark Legend4×5=9.38%、Blenheim5×4=9.38% (父内) 、Blandford5×5=6.25% (父内) ） | （血統表の出典） | （血統表の出典） |
| 父 *ファバージ Faberge 1961 鹿毛 フランス | 父の父Princely Gift 1951 鹿毛 アイルランド | Nasrullah | Nearco           | Nearco           |
| 父 *ファバージ Faberge 1961 鹿毛 フランス | 父の父Princely Gift 1951 鹿毛 アイルランド | Nasrullah | Mumtaz Begum     |                  |
| 父 *ファバージ Faberge 1961 鹿毛 フランス | 父の父Princely Gift 1951 鹿毛 アイルランド | Blue Gem | Blue Peter       | Blue Peter       |
| 父 *ファバージ Faberge 1961 鹿毛 フランス | 父の父Princely Gift 1951 鹿毛 アイルランド | Blue Gem | Sparkle          |                  |
| 父 *ファバージ Faberge 1961 鹿毛 フランス | 父の母Spring Offensive 1943 鹿毛 イギリス | Legend of France | Dark Legend      | Dark Legend      |
| 父 *ファバージ Faberge 1961 鹿毛 フランス | 父の母Spring Offensive 1943 鹿毛 イギリス | Legend of France | Francille        |                  |
| 父 *ファバージ Faberge 1961 鹿毛 フランス | 父の母Spring Offensive 1943 鹿毛 イギリス | Batika | Blenheim         | Blenheim         |
| 父 *ファバージ Faberge 1961 鹿毛 フランス | 父の母Spring Offensive 1943 鹿毛 イギリス | Batika | Brise Bise       |                  |
| 母 ロッチ 1969 栗毛 日本 | 母の父ダイハード Die Hard 1957 栃栗毛 イギリス | Never Say Die | Nasrullah        | Nasrullah        |
| 母 ロッチ 1969 栗毛 日本 | 母の父ダイハード Die Hard 1957 栃栗毛 イギリス | Never Say Die | Singing Grass    |                  |
| 母 ロッチ 1969 栗毛 日本 | 母の父ダイハード Die Hard 1957 栃栗毛 イギリス | Mixed Blessing | Brumeux          | Brumeux          |
| 母 ロッチ 1969 栗毛 日本 | 母の父ダイハード Die Hard 1957 栃栗毛 イギリス | Mixed Blessing | Pot-Pourri       |                  |
| 母 ロッチ 1969 栗毛 日本 | 母の母スターロツチ 1957 鹿毛 日本 | *ハロウェー Harroway | Fairway          | Fairway          |
| 母 ロッチ 1969 栗毛 日本 | 母の母スターロツチ 1957 鹿毛 日本 | *ハロウェー Harroway | Rosy Legend      |                  |
| 母 ロッチ 1969 栗毛 日本 | 母の母スターロツチ 1957 鹿毛 日本 | コロナ | 月友             | 月友             |
| 母 ロッチ 1969 栗毛 日本 | 母の母スターロツチ 1957 鹿毛 日本 | コロナ | 秀節 F-No.11-c   |                  |